# João Firmino Cabral
João Firmino Cabral (Itabaiana, 1 de janeiro de 1940 — 1º de fevereiro de 2013), foi um cordelista brasileiro.

## Biografia
João Firmino Cabral nasceu em 1° de janeiro de 1940, em Itabaiana, Sergipe. Filho de Pedro Firmino Cabral (cantador de feira e embolador) e Cecília da Conceição (roceira). Agricultor desde menino, começou já na juventude a demonstrar interesse pelas letras: comprava então folhetos de literatura de cordel, que usava como cartilha, pois com eles aprendeu a ler. Aos 17 anos, com o auxílio do seu mestre, o poeta Manoel D'Almeida Filho, descobriu sua vocação poética e escreveu seu primeiro folheto, uma Profecia do Padre Cícero. Daí por diante, não lhe faltou mais inspiração e todas as obras de sua autoria são bem aceitas pelo povo.
Em Aracaju, viveu exclusivamente da literatura de cordel, mantendo a única banca fixa de folhetos cordelianos de Sergipe, localizada na Passarela das Flores do Mercado Antônio Franco, onde frequentemente recebia com carinho poetas sergipanos e de outros estados, como também estudantes, professores, pesquisadores e turistas do Brasil e do mundo. Escreveu diversos folhetos educativos a pedido de escolas e entidades públicas e privadas. Proferiu palestras em diversas instituições de ensino. Em 2002, foi agraciado com a medalha do Mérito Cultural Serigy, concedida pela Prefeitura Municipal de Aracaju. Em 2003, foi escolhido como patrono da 1ª Cordelteca do Brasil, que funciona na Biblioteca Pública Municipal Clodomir Silva, em Aracaju.
Em 2008 tomou posse na Academia Brasileira de Literatura de Cordel (ABLC), na cadeira 36, patronímica de Expedito Sebastião da Silva. João Firmino morreu em decorrência de problemas causados por leucemia, em 1 de fevereiro de 2013, em Aracaju.